# Microdevario
A Microdevario  a csontos halak (Osteichthyes) főosztályának sugarasúszójú halak (Actinopterygii)  osztályába, a pontyalakúak (Cypriniformes) rendjébe, a pontyfélék (Cyprinidae) családjába és a Danioninae alcsaládjába tartozó nem .

## Rendszerezés
A nembe az alábbi 3 faj tartozik:
- Microdevario gatesi
- Microdevario kubotai
- Microdevario nana